# Middleton (Kumbria)
Middleton – wieś i civil parish w Anglii, w Kumbrii, w dystrykcie (unitary authority) Westmorland and Furness. W 2001 roku civil parish liczyła 109 mieszkańców. Middleton jest wspomniana w Domesday Book (1086) jako Middeltun.